# Línea 504 (Villa Gesell)
La línea 504 es una línea de colectivos del Partido de Villa Gesell. El servicio es prestado por "Nuevo Bus S.R.L". 
En enero de 2015 el ministro Florencio Randazzo inauguró el primer servicio de la SUBE fuera del área metropolitana en esta línea.[cita requerida]

## Recorrido
- Villa Gesell - Mar Azul
- Paseo 150 x Av. 3 - Rotonda (Ruta Provincial 11 y Av. Buenos Aires)
- Terminal Villa Gesell x Bulevard

## Anteriores Operadores
- Empresa el Costero SRL.[1]